# Sarostegia oculata
Sarostegia oculata är en svampdjursart som beskrevs av Topsent 1904. Sarostegia oculata ingår i släktet Sarostegia och familjen Farreidae. Inga underarter finns listade i Catalogue of Life.